# Glochidion longfieldiae
Glochidion longfieldiae là một loài thực vật thuộc họ Euphorbiaceae. Đây là loài đặc hữu của Polynésie thuộc Pháp.